# Basidioradulum
Basidioradulum Nobles (nakorownik) – rodzaj grzybów z rodziny drewniczkowatych (Schizophoraceae).

## Systematyka i nazewnictwo
Pozycja w klasyfikacji: Schizoporaceae, Hymenochaetales, Incertae sedis, Agaricomycetes, Agaricomycotina, Basidiomycota, Fungi (według Index Fungorum).
Polską nazwę podał Władysław Wojewoda w 2003. Synonim polski: strzępkoskórka.
Gatunki:
- Basidioradulum mayi Xue W. Wang & L.W. Zhou 2020
- Basidioradulum tasmanicum Xue W. Wang & L.W. Zhou 2020

Wykaz gatunków (nazwy naukowe) na podstawie Index Fungorum.